# Підпечери
Підпече́ри — село в Івано-Франківському районі Івано-Франківської області. Входить до складу Івано-Франківської міської громади. Населення становить 2556 громадян.

## Географічні відомості
Висота над рівнем моря складає 236 м. Селом протікають річки: Ворона, Студенець.

## Історія[3]

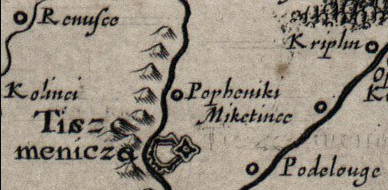
Гійом Боплан працюючи над картою для польського короля в 1645—1650 рр., мандрував по Русі і коли відвідував Галицькі землі, то село Підпечери, він записав в себе на карті як Popheniki.

Перша згадка про село датується початком XVII ст. Можна вважати, що місто Тисмениця має 850 років, то наше село Підпечери може бути її ровесником, оскільки стара Тисмениця знаходилась на теперішньому краю Підпечерів. Село було засноване біля ріки Ворона під горами, в яких знаходилися печери. Село було вигідно розташоване, бо з одного боку його оточував ліс, а з другого — річка і урвище. До цього часу в урвищі існують печери[⇨], але вони в аварійному стані і можливі обвали. Є ймовірність, що колись печери були з'єднані тунелями, та ніхто цього не знає. Одна з найбільших печер знаходиться в урочищі Заріка.
В часи татарських набігів в печерах люди ховалися від ворогів. На верху гори знаходиться урочище Ринчище, там міг бути ринок старої Тисмениці. А внизу під горою видно насип від дороги, яка проходила зі сторони траси через річку Ворона. У давні часи за Польщі та Австрії печеру ще називали склеп. Ще є живі люди, які пам'ятають, що вхід до печери був у вигляді металевих дверей, які складалися з двох частин. Але на початку XX ст. їх скинули у річку. Люди, які жили біля печери-склепу часто носили прізвище Склеповий. Перші двори починалися від печери Склепових і тяглися вздовж річки. Коли минула загроза нападів татар, село почало розростатися вниз по течії річки Ворона та на горах, де були вирубані ліси. Спочатку центром був Осередок, тому й дістав таку назву. Але згодом центр змістився у сторону Зарудки, де була збудована церква Різдва Христового, яка згоріла в 1865 році. А уже в 1868 році на місці згорілої збудували нову дубову церкву, яка архітектурно прикрашає село і до сьогодні.
Біля церкви знаходиться могила Василя Ільницького, який був письменником, священиком, світським діячем і директором І Руської гімназії у місті Львові. Дві частини села з'єднує міст через річку, який було збудовано на початку 70-их років ХХ ст. Головна вулиця села — вулиця Січових Стрільців, на якій знаходяться головні споруди села: каплиця, сільська рада, Будинок Культури, кладовище і школа. Вони були збудовані в середині та кінці ХХ ст. За Австрії і Польщі на місці цих споруд було панське помістя. Після ІІ Світової війни помістя розібрали. В сторону Завільша знаходиться цвинтар, на якому є пам'ятник скасуванню панщини. За історією під ним знаходяться документи з боргами селян.

### ДіяльністьОУН-УПА
За даними облуправління МГБ у 1949 р. в Станіславському районі підпілля ОУН найактивнішим було в селах Ямниця, Підпечери, Загвіздя, Пациків (сьогодні — Підлісся) і Рибне.

## Археологія
У квітні 2016 року пошуківці під керівництвом Сергія Кирія на східній околиці села знайшли поховання воїна Пшеворської культури, характерної трупоспаленням, складенням кісток до керамічного горщика і пошкодженням зброї.

## Підпечерські печери

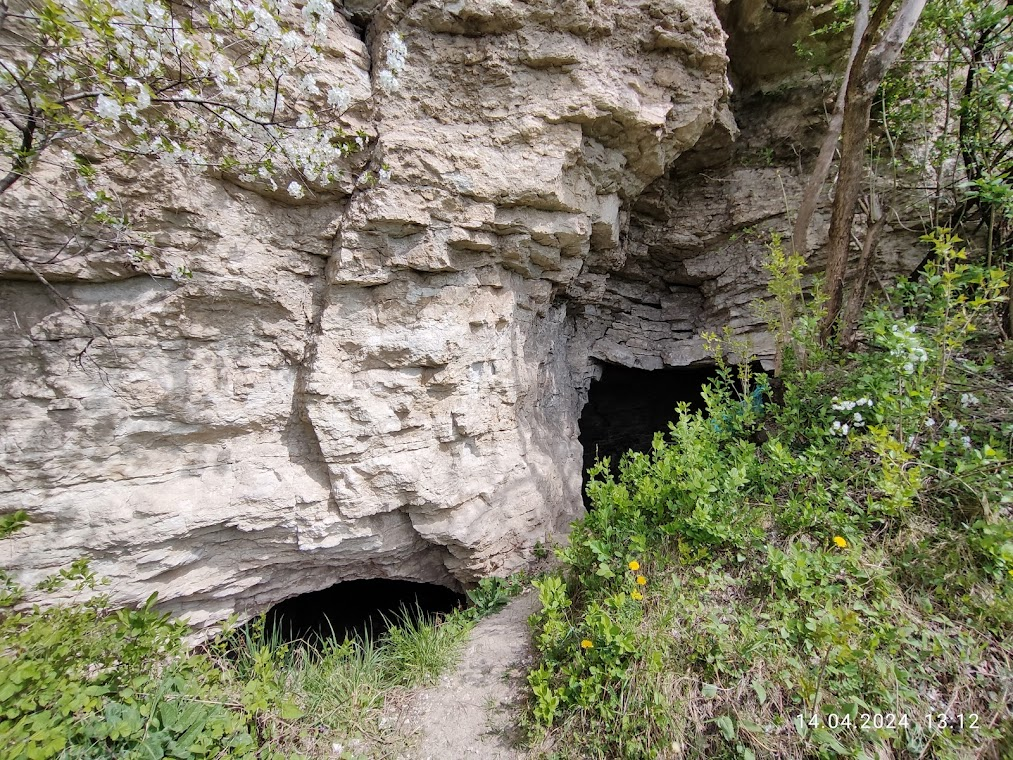
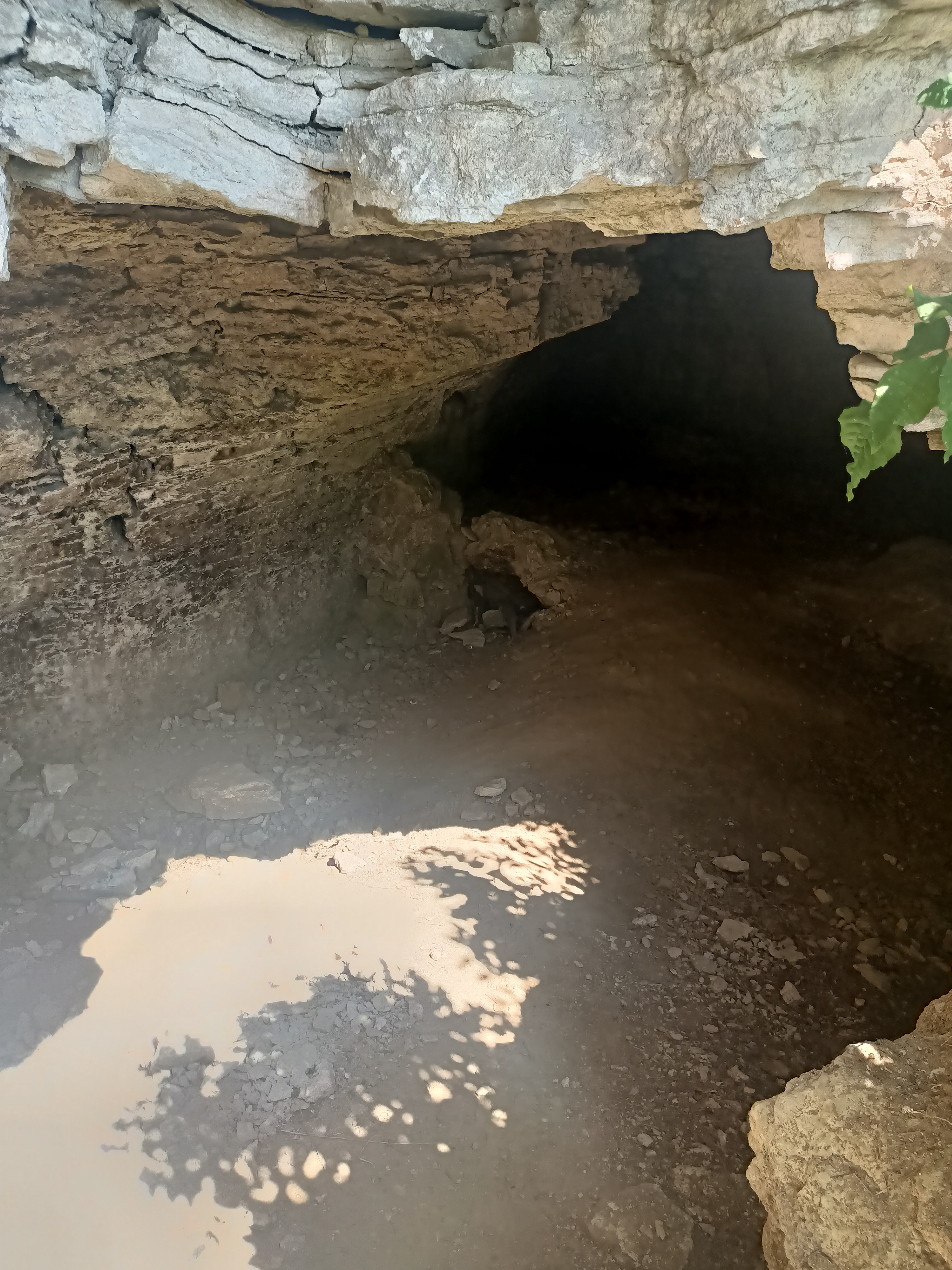
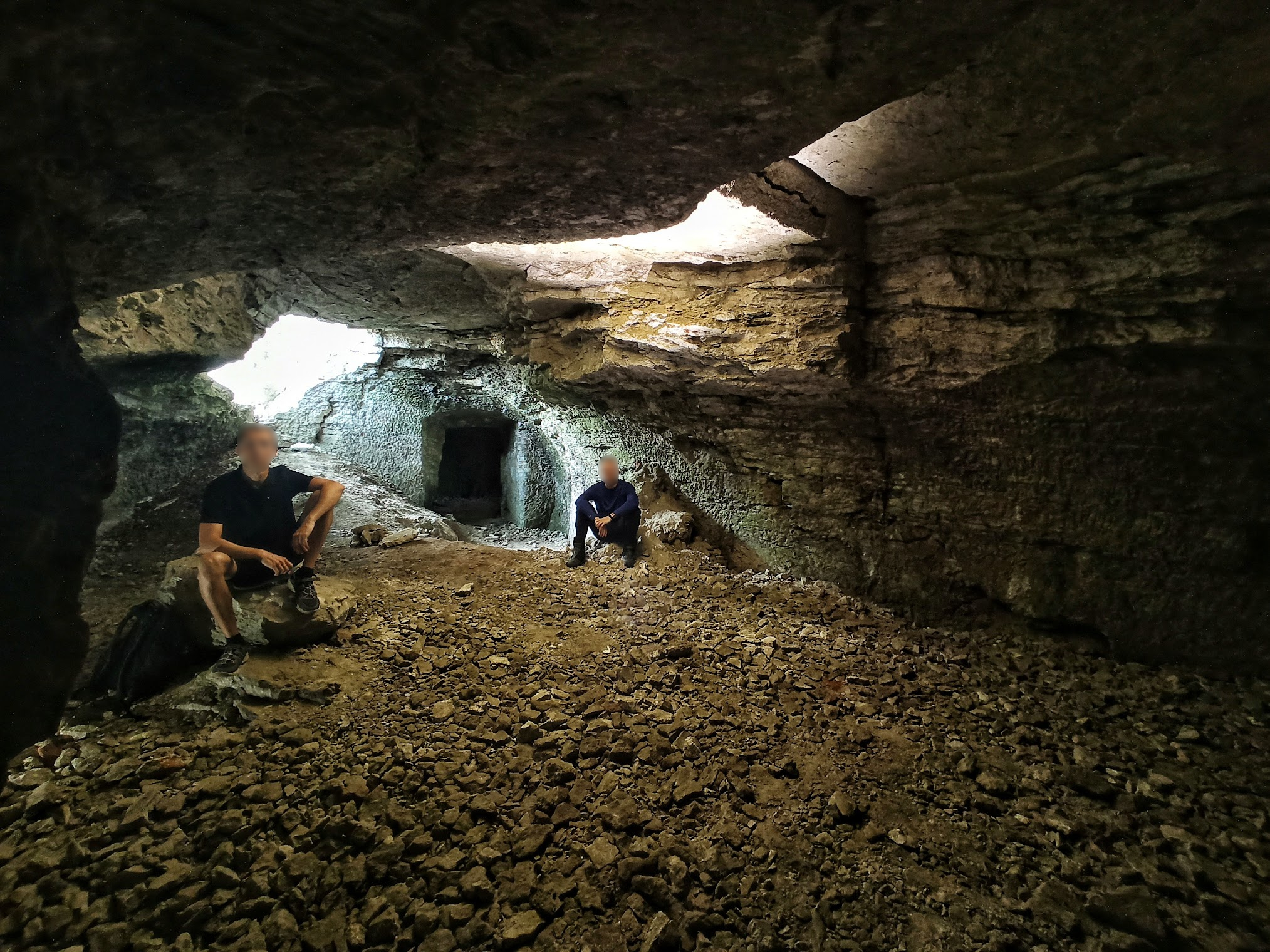

На території села є 2 печери:
- Тисменицька-Склепова[7];
- Дитяча[8].

## Релігійні громади
- Громада УГКЦ: церква Вознесіння Господнього, храмове свято — 13 травня. Парох — протоієрей П. Скрипник[джерело?];
- Громада УАПЦ: церква Різдва Христового, храмове свято — 7 січня. Парох — І. Приймак[джерело?].

### Історія церкви[9]
Перша документальна згадка про церкву в селі Підпечари міститься в податковому реєстрі Руського воєводства за 1578 рік.
- У XVIII столітті в селі існувала дерев'яна церква Різдва Христового, зведена у другій половині XVII століття.
- У 1774 році на її місці місцева громада побудувала нову дерев'яну церкву, яка згоріла в 1851 році.

Сучасну дерев'яну хрестоподібну однобанну церкву гуцульського типу звели у 1872 році. Вона виконувала функцію парафіяльної.
- У 1879 році іконостас для храму створив художник Теофіль Копистинський.
- У 1946—1950 роках церква була зачинена, а з 1950 року функціонує як російська православна.

На території біля церкви поховані священнослужителі: протоєрей Онуфрій Кузьменко (1909—1992), парох Підпечар у 1947—1987 роках; о. Климентій Кульчицький (1862—1932), декан і парох села; о. Василь Ільницький (1823—1895), крилошанин і директор Руської гімназії у Львові.
З південного сходу від храму розташована мурована дзвіниця.
Новий мурований храм Вознесення Господнього, будівництво якого розпочали ще у 1938 році, був освячений греко-католицькою громадою лише у 2010 році.

## Населення

### Мова
| Мова            | Кількість | Відсоток |
| --------------- | --------- | -------- |
| українська      | 2558      | 99.61 %  |
| російська       | 7         | 0.27 %   |
| білоруська      | 1         | 0.04 %   |
| вірменська      | 1         | 0.04 %   |
| інші/не вказали | 1         | 0.04 %   |
| Усього          | 2568      | 100 %    |

## Галерея

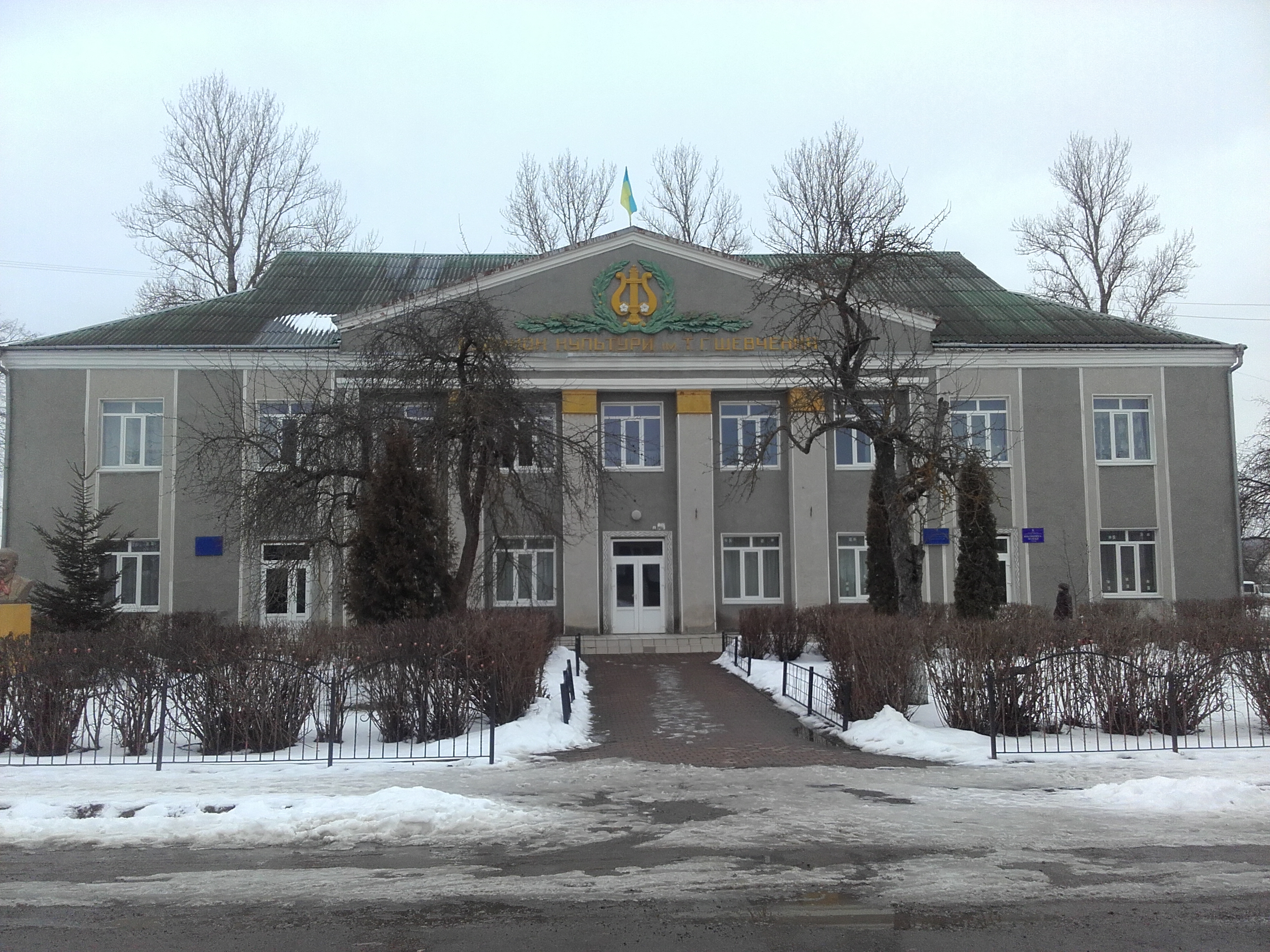
Будинок культури ім. Т. Г. Шевченка
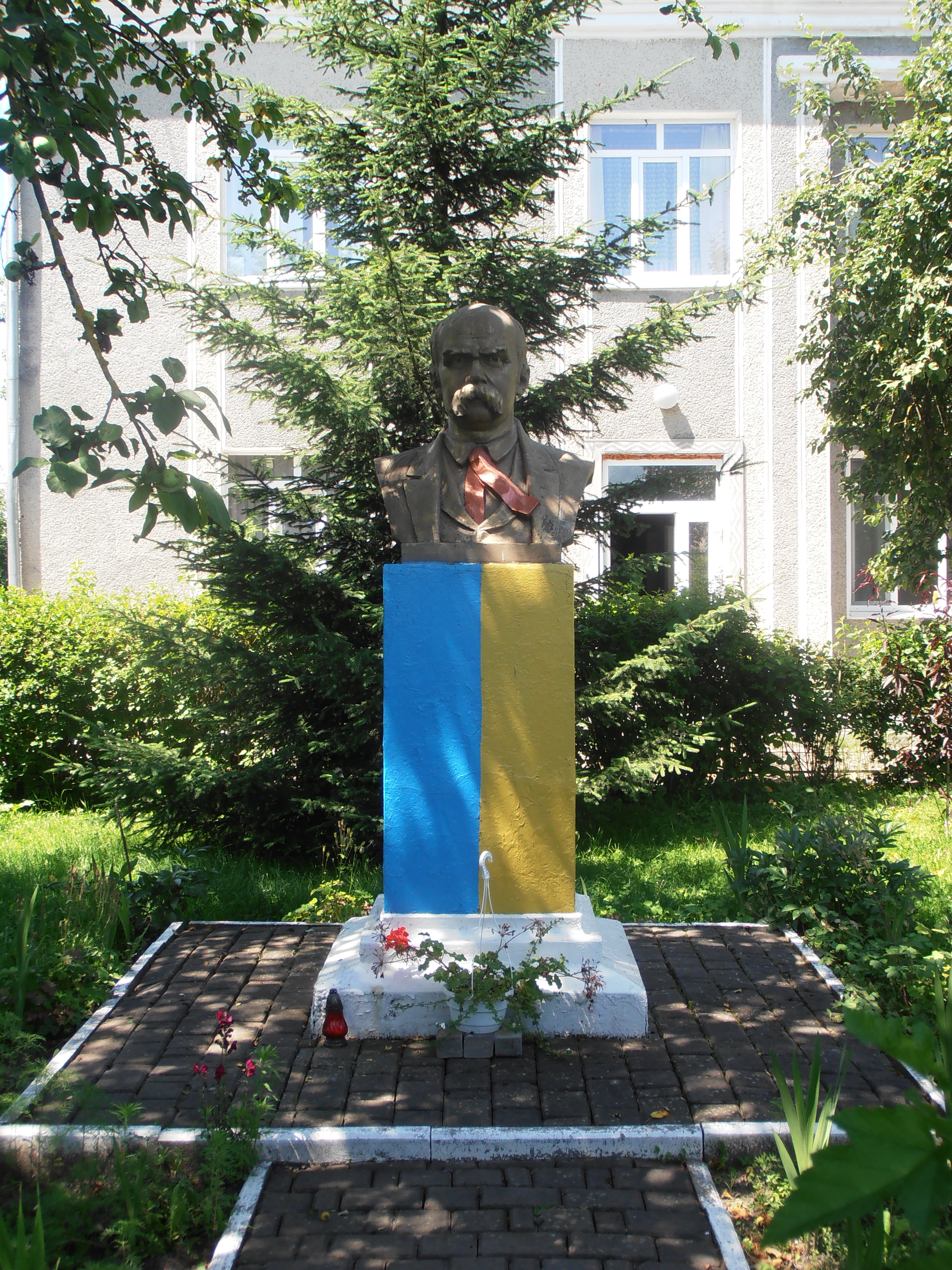
Пам'ятник Т.Г. Шевченку
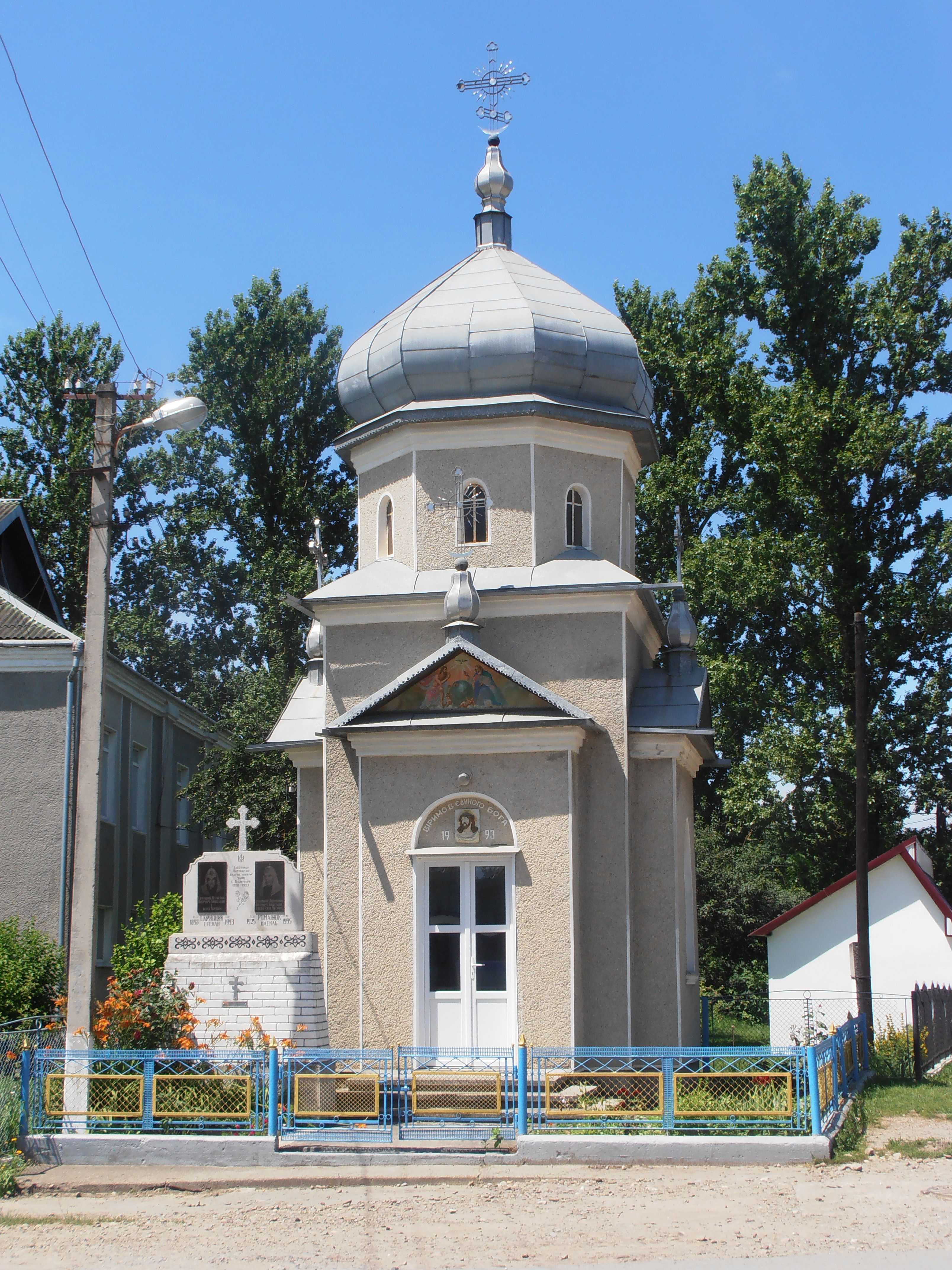
Православна каплиця
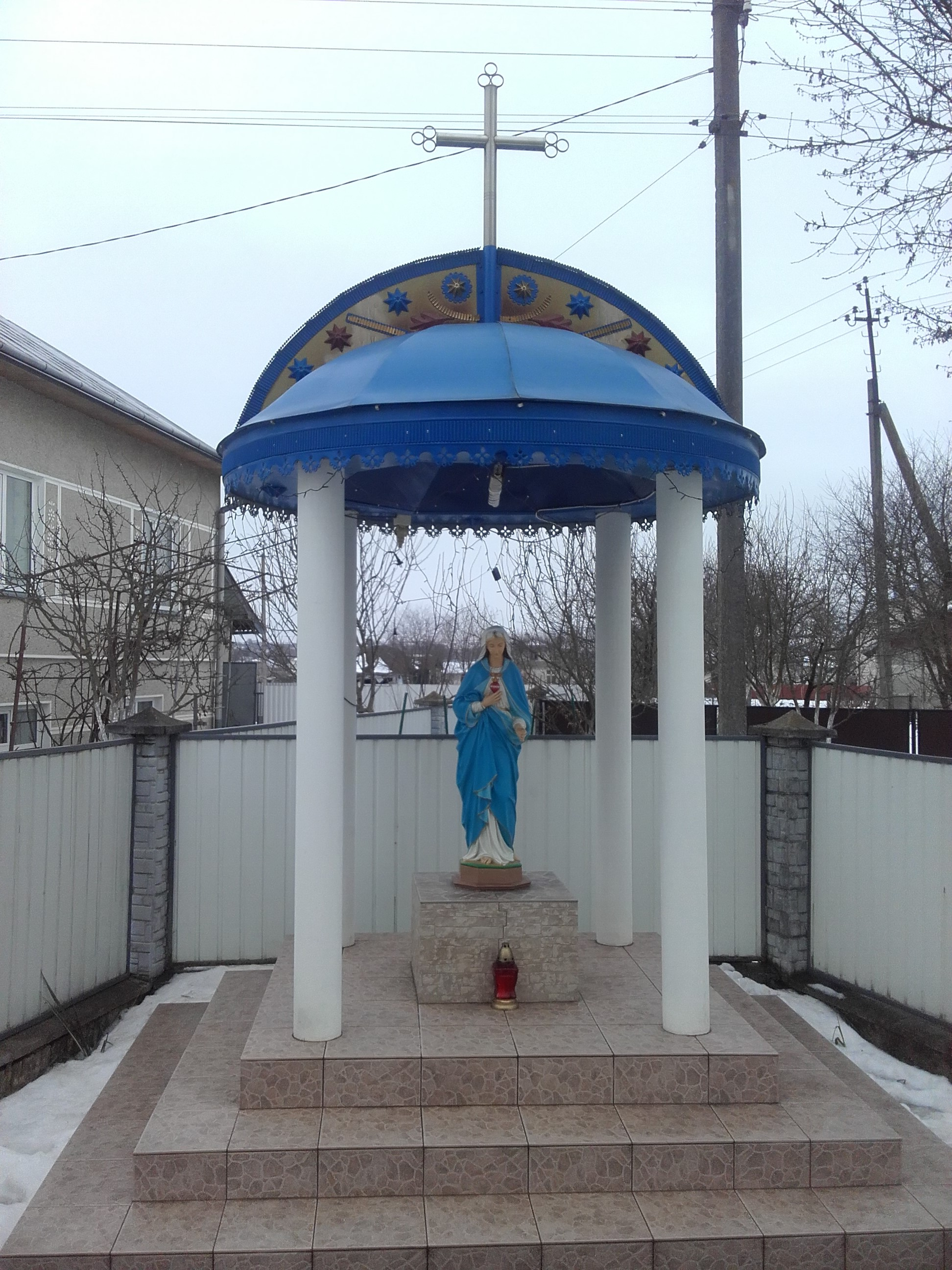
Фігура Богородиці Діви
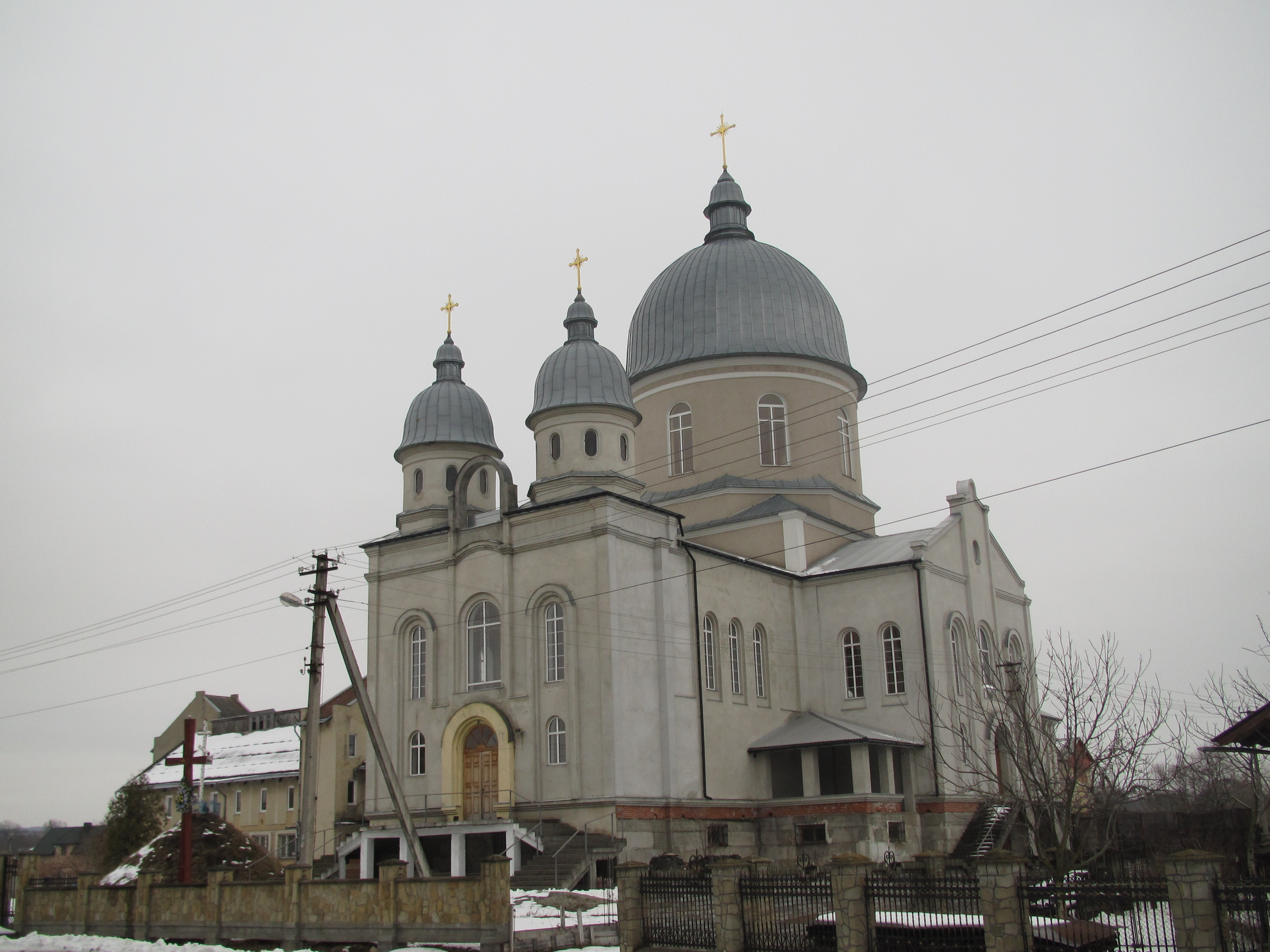
Церква Вознесіння Господнього
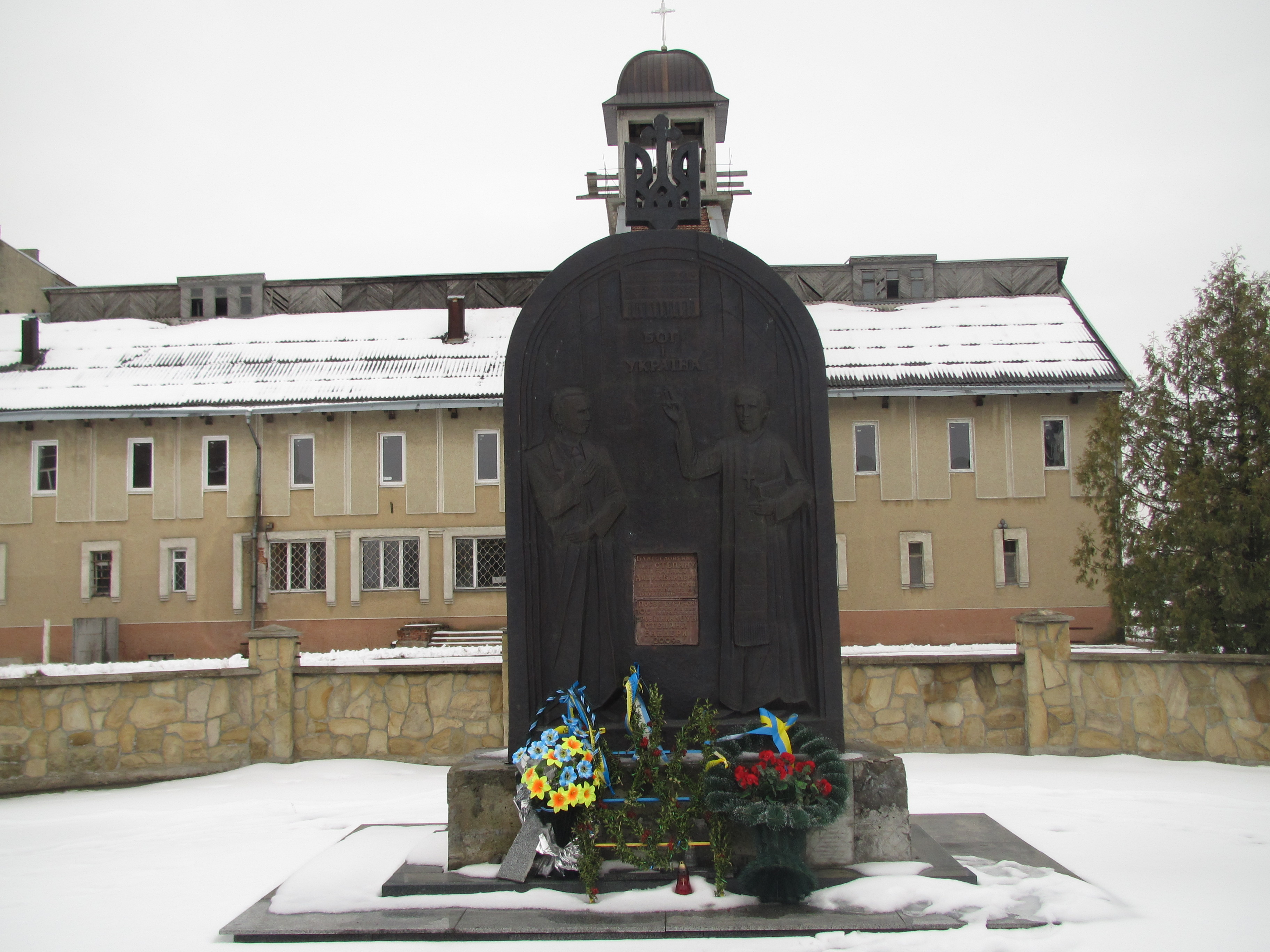
Пам'ятник Андрію і Степану Бандерам
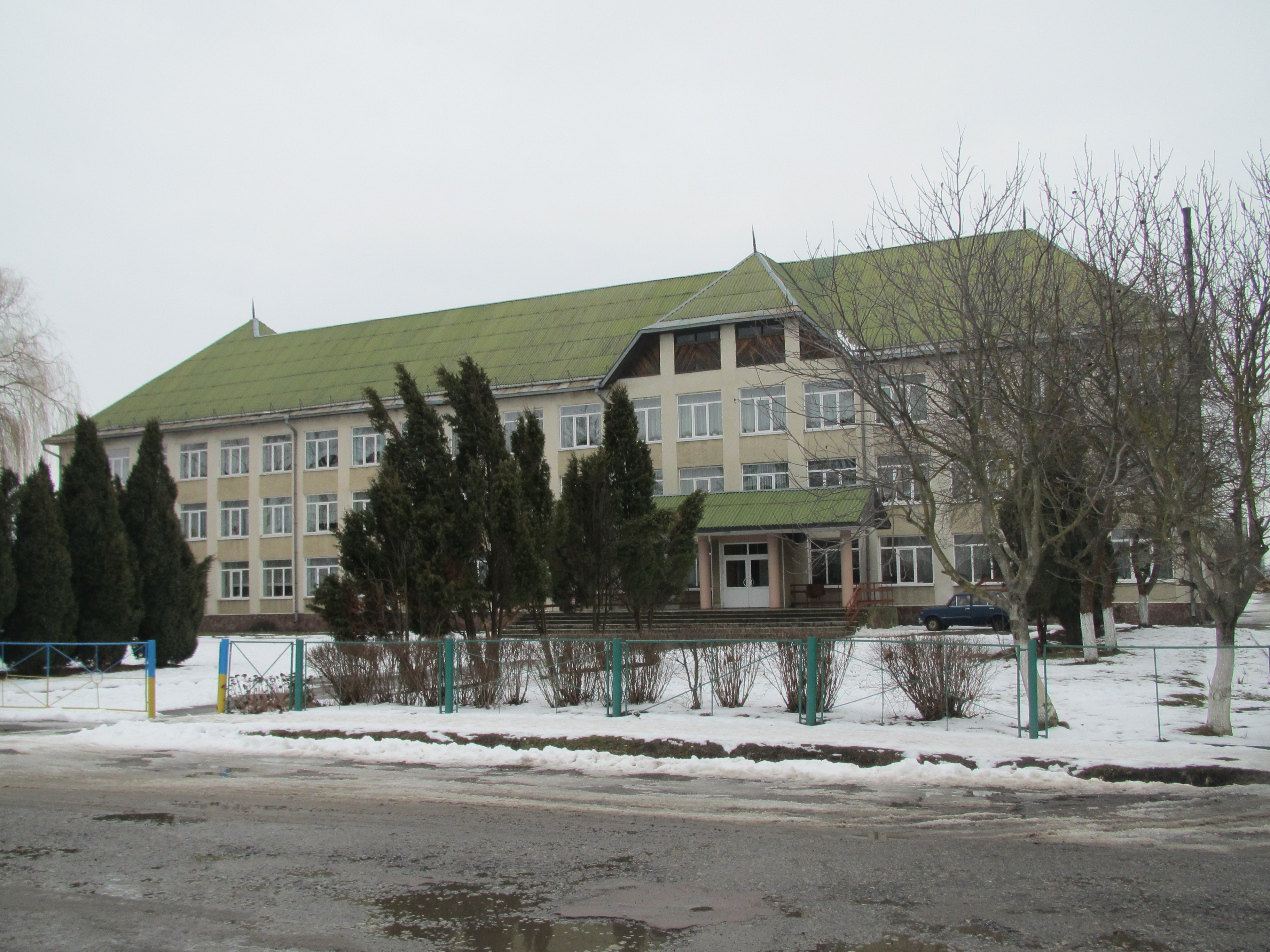
Підпечерівська загальноосвітня школа І-ІІІ ст.
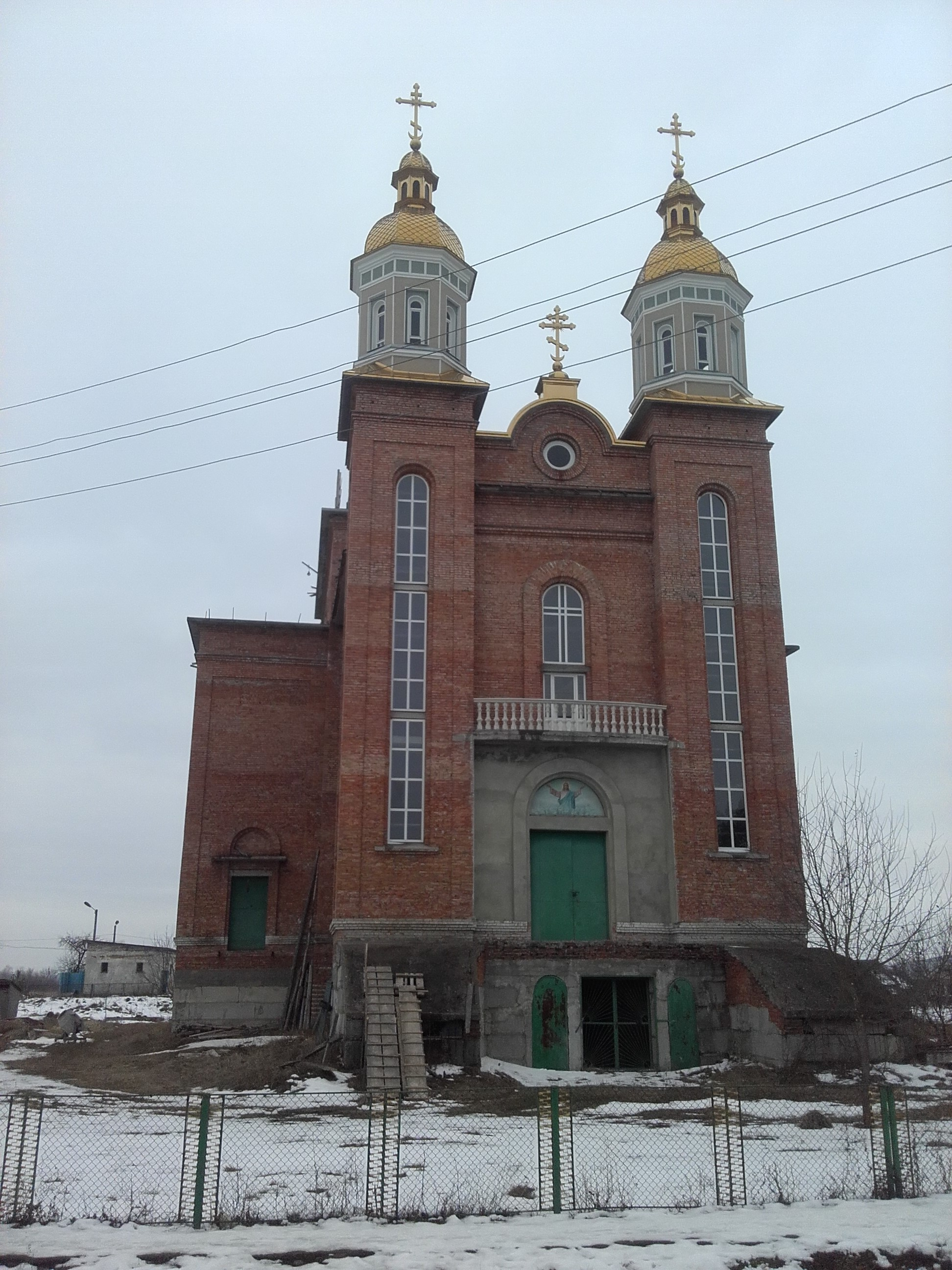
Православна церква (довгобуд)
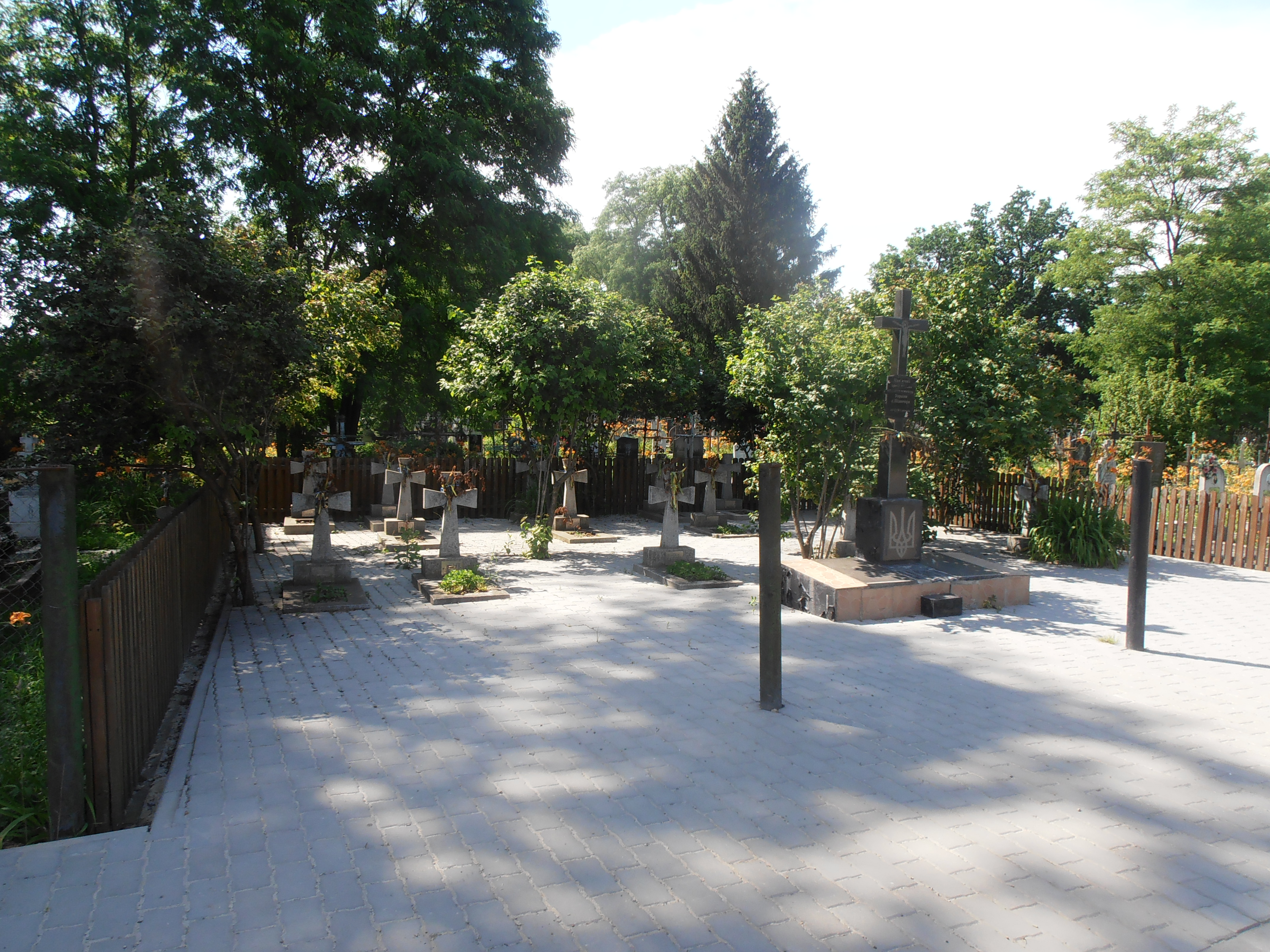
Пантеон повстанців
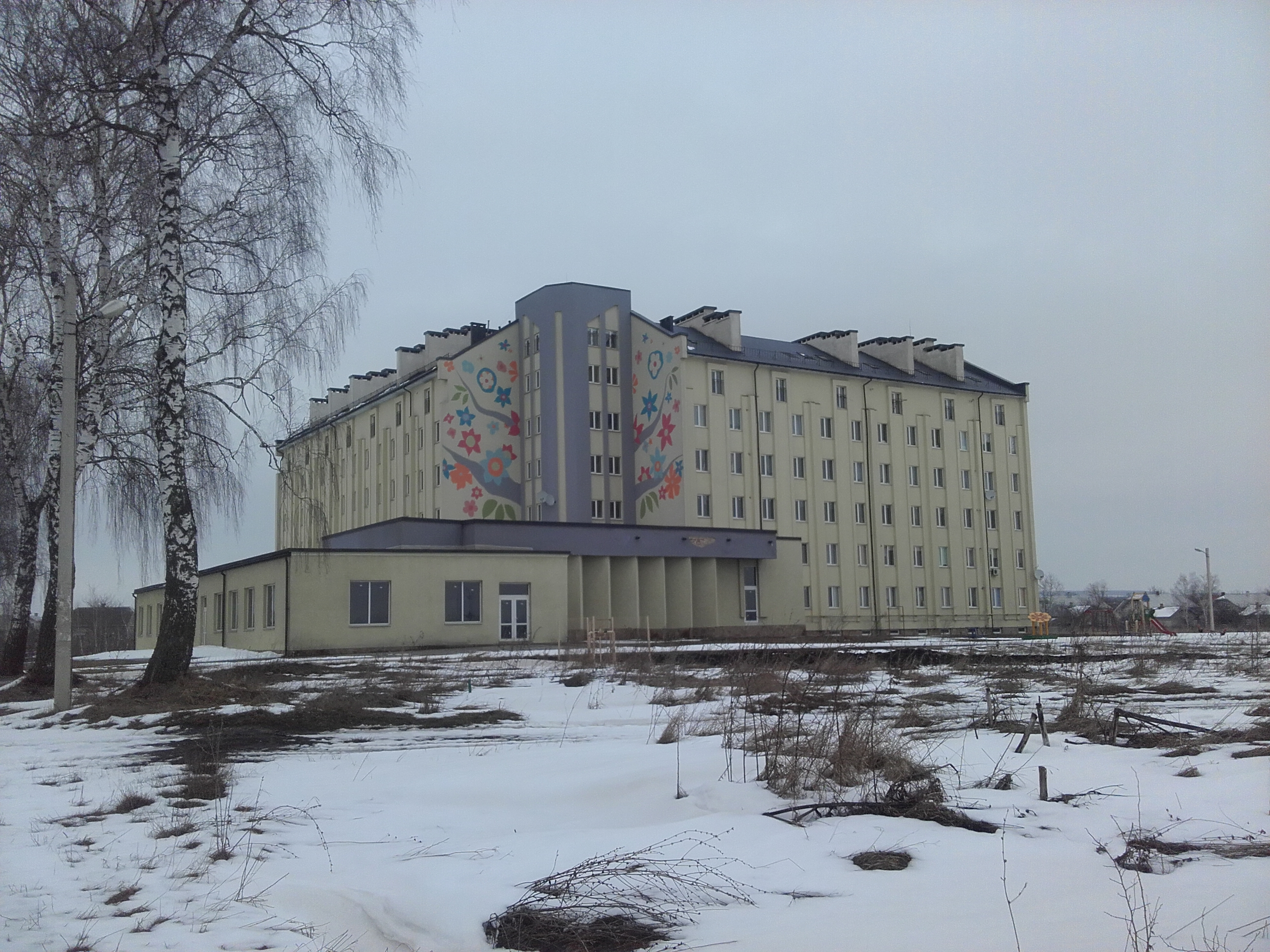
Житловий комплекс "Сонячний"
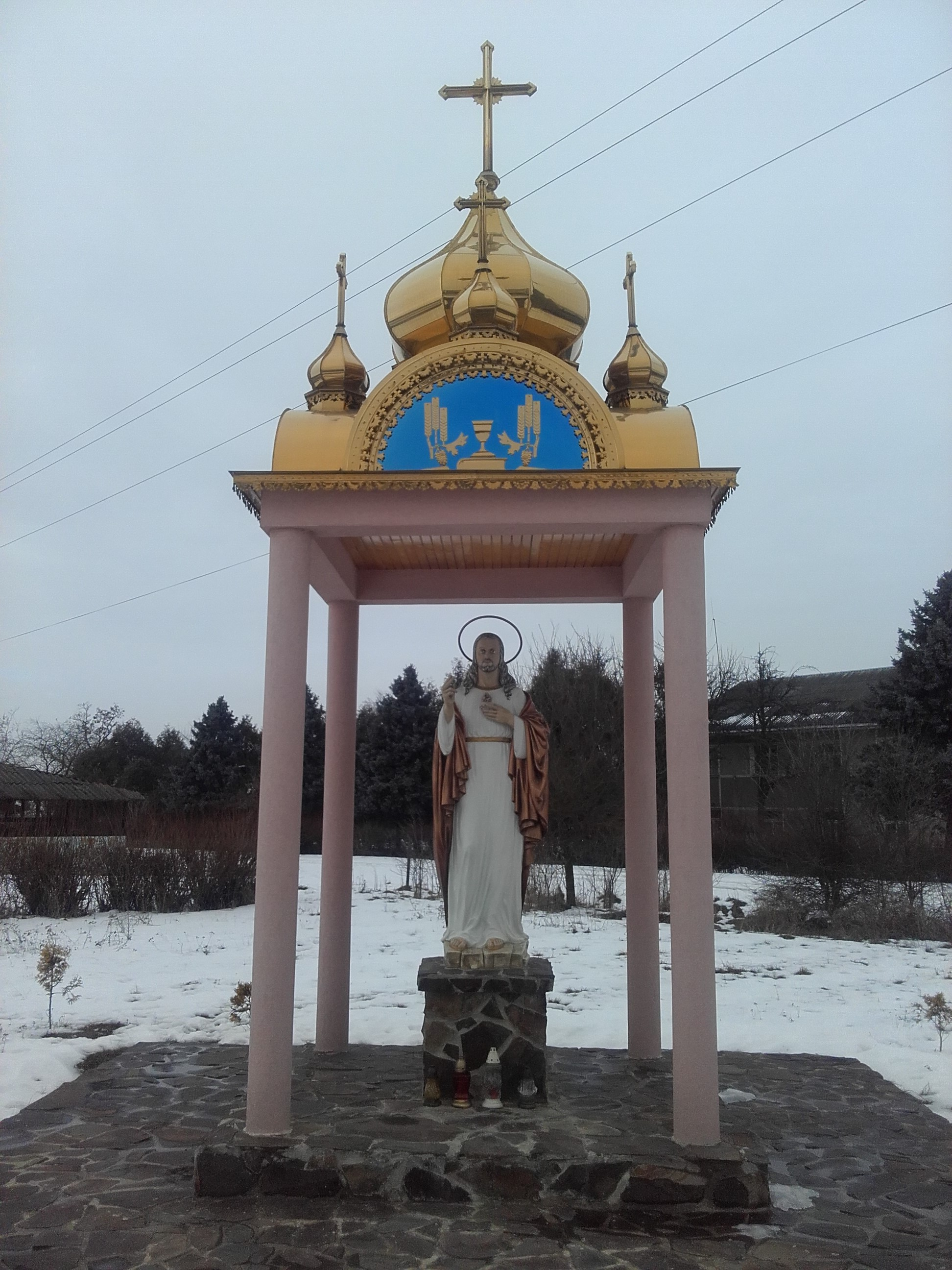
Фігура Ісуса Христа
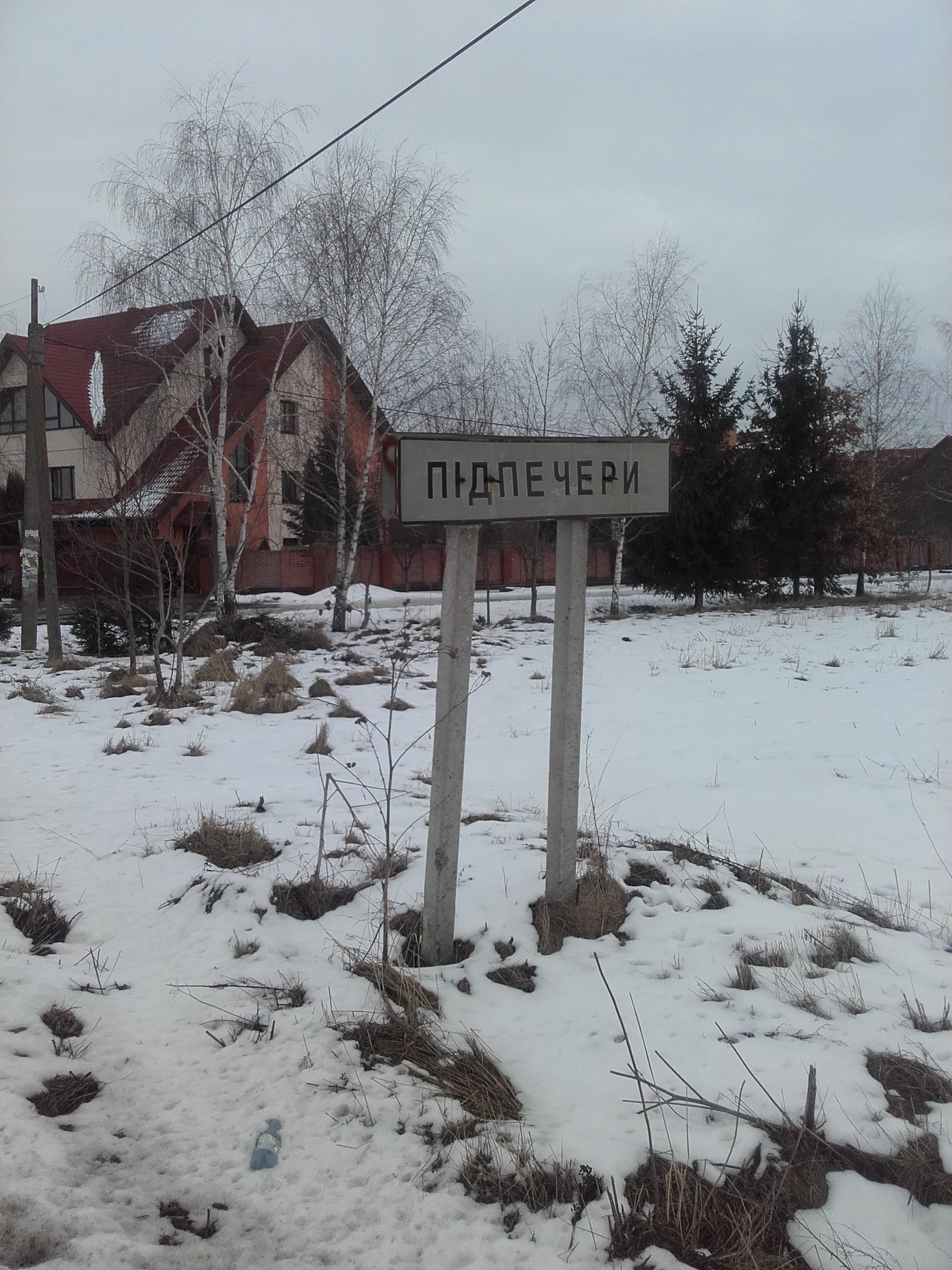
Дорожній знак с. Підпечери

## Відомі люди

### Народились
- Остап'юк Мирослав Тарасович (1970—2015) — молодший сержант 5-го окремого батальйону Добровольчого Українського Корпусу «Правий сектор», санітарний інструктор зенітно-артилерійської батареї[11].
- Борис Василь Ярославович (1958—2017, м. Севастополь) — радянський футболіст та український тренер.
- Юрцуняк Михайло Дмитрович «Юрко» (1920—1947, Заставнівський р-н, Чернівецька обл.) — командир сотень УПА «Березівська» та «Дністер», референт СБ Заставнянського надрайонного проводу ОУН.
- Юрцуняк Осип Петрович «Вовк» (1920—1946, с. Рибне) — командир сотні УПА «Лебеді».
- Ільницький Василь Степанович (1823—1895) — педагог, громадський діяч, перший директор Львівської академічної гімназії.

### Пов'язані
- отець-декан К. Кульчицький — помічник єпископа Юліяна Пелеша[12].

### Померли
- граф Адам Потоцький — син Марцелія (†14.III.1851, Відень) та його дружини Терези Оборської, колятор (опікун) греко-католицьких парохій в Бучачі, Нагірянці (тепер в складі Бучача), Сороках 1841 року[13] (помер 27 грудня 1890 року)[14][15]. [уточнити]